# Marieholmstunnel
De Marieholmstunnel is een afzinktunnel onder de rivier Göta Alv in Göteborg, Vastra Götaland, Zweden.

## Ligging
De Marieholmstunnel is een 500m lange afzinktunnel die het vaste land van Göteborg verbindt met het eiland Hisingen. De Marieholmstunnel ligt ongeveer 600 meter ten noorden van de Tingstadtunnel en verbindt de autowegen E6 en E45 tussen de knooppunten Tingstadsmotet (E6) en Ringömotet (E45) aan de zijde van Hisingen. Om de verkeersbewegingen die gepaard gaan met de bevolkingsgroei en economische groei in de regio Göteborg en Zuid-Zweden te kunnen faciliteren en de Tingstadtunnel te ontlasten was de bouw van de Marieholmstunnel noodzakelijk.

## Bouw
De Marieholmstunnel is gebouwd in opdracht van Trafikverket, door de Joint Venture Marieholmstunneln bestaande uit Boskalis Nederland en Züblin Scandinavia. De start van de bouw was in 2015 en de opening was op 16 december 2020. De tunnel is onderdeel van het complete West-Zweden-pakket (Västsvenska paketet) wat Trafikverket in uitvoering heeft en daarmee een vitale link in de uitbreiding van de infrastructuur rondom Göteborg.. Andere delen van het West-Zweden-pakket zijn de spoor- en voetgangersbrug (Järnvägsbron, Södra Marieholmsbron), de uitbreiding van het Tingstadsmotet (E6) en Ringömotet (E45), inclusief de verbreding van de E6 in de richting van Oslo.
De tunnel bestaat uit drie afzinkelementen van ieder 100m lang (Göta, Tina en Marie), twee in-situ tunneldelen van ca. 120m lang en inritten om aan te sluiten op het bestaande autowegnetwerk. De drie afzinkelementen zijn in de bouwput aan de Marieholmszijde (stadszijde) gebouwd en afgezonken onder de Göta Alv.